# 파주여자고등학교
파주여자고등학교(坡州女子高等學校)는 대한민국 경기도 파주시 월롱면 영태리에 있는 사립 고등학교이다.

## 학교 연혁
- 1959년 2월 25일 : 재단법인 광일학원 설립, 초대 박광일 이사장 취임
- 1962년 12월 31일 : 파주여자상업고등학교 개교, 초대 박광일 교장 취임
- 1971년 4월 19일 : 전문계동 24개 교실 준공
- 1979년 3월 1일 : 파주여자종합고등학교 교명변경
- 1989년 3월 1일 : 파주여자상업고등학교로 교명 변경
- 1996년 3월 1일 : 파주여자종합고등학교로 교명 변경
- 2001년 9월 13일 : 보통과 12학급, 경영정보과 6학급, 정보처리과 6학급 인가
- 2002년 1월 31일 : 은관동 보통과 25개 교실 준공
- 2003년 3월 1일 : 파주여자고등학교로 교명 변경
- 2010년 3월 1일 : 특색있는 학교만들기 선도학교
- 2010년 6월 10일 : 급식소 준공
- 2011년 3월 1일 : 고교학력향상 프로그램 운영교
- 2020년 4월 11일 : 제16대 이사장 박준석 취임
- 2024년 1월 5일 : 제59회 졸업 63명(총 17,731명)
- 2024년 3월 20일 : 제15대 김창수 교장 취임

## 설치 학과
- 7차일반
- 공공사무행정과
- 외식경영과
- 뷰티아트과
- 카페베이커리과

## 참고 자료
- 파주여자고등학교 - 한국교육학술정보원 학교알리미